# Parafia Matki Bożej Nieustającej Pomocy w Łysakowie Drugim
Parafia Matki Bożej Nieustającej Pomocy w Łysakowie Drugim – parafia rzymskokatolicka, znajdująca się w diecezji kieleckiej, w dekanacie jędrzejowskim.